# Aga Khan IV
Karīm al-Ḥussaynī Āgā Khān IV (persiska: اقا خان), född 13 december 1936 i Genève, Schweiz, död 4 februari 2025 i Lissabon, Portugal, var en brittisk-portugisisk affärsman och imam som från 1957 fram till sin död var Aga Khan, dvs spirituell ledare för de nizariska ismailiterna. Han var enligt rörelsens synsätt ättling i 49:e led till profeten Muhammed. Aga Khan IV var brittisk medborgare. År 1978 tilldelades han FN:s pris för mänskliga rättigheter.

## Biografi
Aga Khan IV var son till Aly Khan och Tajudowlah, född Joan som dotter till den tredje baron Churston och tidigare gift med Loel Guinness. Hans föräldrar skilde sig. Fadern gifte om sig med Rita Hayworth och modern med tidningsmagnaten Seymour Berry. Aga Khan IV hade alltså persiskt, italienskt och brittiskt ursprung.
Han växte upp i Nairobi, Kenya. Han fick till att börja med privat undervisning tillsammans med brodern Sadruddin Aga Khan av Mustafa Kamil. Därefter följde studier i Schweiz. Han avlade examen, fil.kand., i islams historia vid Harvarduniversitetet 1959.
När farfadern avled, blev Aga Khan IV hans efterträdare som imam, detta trots att både hans far och farbroder var i livet.

### Intressen

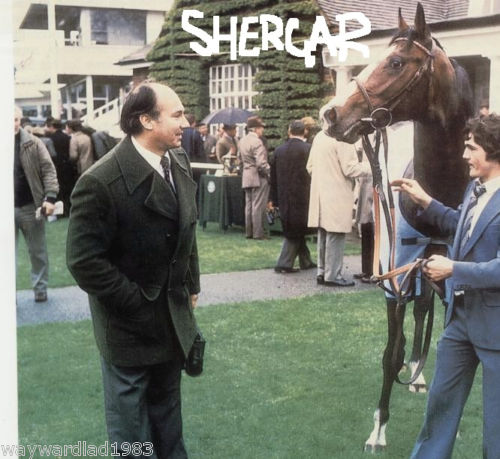
Aga Khan tillsammans med Shergar.

Han ägnade sig mycket åt filantropisk verksamhet, och grundade världens största privata nätverk, Aga Khan Development Network (som inkluderar bl.a. Aga Khan-universitetet) och The Institute of Ismaili Studies. Hans personliga förmögenhet uppskattades till 6 miljarder pund.[när?] Han var ägare till bland annat 600 kapplöpningshästar, flygbolaget Meridiana, hotell, industrier och hade en stor privatsamling av juveler och antikviteter. Hans mest kända kapplöpningshäst, Shergar, vann Epsom Derby 3 juni 1981 med ett rekord på tio längder, men stals sedan från stuteriet på Irland och återfanns aldrig. Han ägde Frankrikes största stuteri.
Aga Khan IV gifte sig först med Sally Crocker-Poole år 1969 men skilde sig från henne 1998. De fick tillsammans tre barn: Zahra, Rahim och Hussein. Aga Khan IV gifte om sig samma år med prinsessan Gabrielle av Leiningen, kallad Begum Inaara; de var gifta fram till 2004 då de skilde sig. Tillsammans fick de en son.